# Ecosistemi della Russia
La Russia presenta grande varietà di ambienti e paesaggi, disposti, con pochissime eccezioni, secondo precisi gradienti latitudinali (per quanto riguarda le temperature) e longitudinali (in dipendenza dell'andamento delle precipitazioni atmosferiche). Tutto questo si traduce in una marcata zonalità di ambienti, flora, fauna, suoli.a anche molto grande

## Gli ecosistemi

### L'artico russo: la tundra

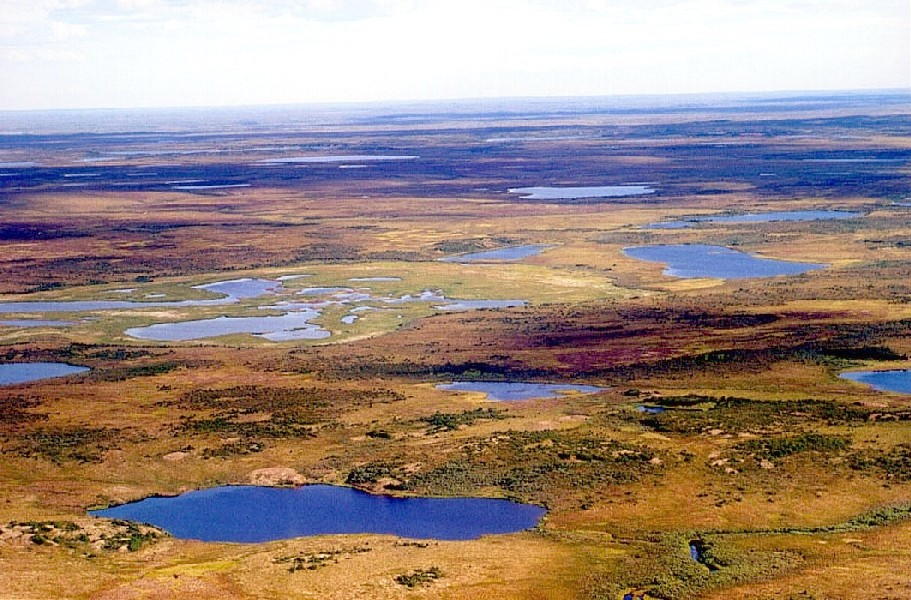
La tundra nei pressi di Dudinka, nel basso Enisej

Circa il 10% del territorio russo è coperto dalla tundra. La linea di demarcazione dall'ambiente situato immediatamente a meridione, la taiga, corrisponde abbastanza precisamente all'isoterma estiva dei 10 °C; questa (e quindi anche il limite meridionale della tundra russa) si colloca generalmente intorno al 70º parallelo, scendendo localmente al di sotto (come ad esempio nella penisola di Kanin, nell'oblast' di Arcangelo) o salendo al di sopra (come ad esempio nella penisola di Kola). Una zona dove si scende decisamente di latitudine è la zona dell'estremo oriente, nel versante rivolto all'oceano Pacifico: la tundra scende fin quasi ai 60°N lungo le fredde coste del mare di Ochotsk, e addirittura più a sud nella penisola della Kamčatka.
L'ambiente è ingrato: gli inverni sono lunghissimi e freddi e, anche se non si raggiungono gli estremi di freddo che si toccano più a meridione, nel cuore del continente, sono sufficienti a far piombare tutto nel gelo per 8-10 mesi l'anno; le brevi estati vedono la temperatura salire sopra lo zero, provocando disgeli generalizzati che trasformano il paesaggio in un pantano (visto il drenaggio difficile e il permafrost) dove si riproducono un numero incredibile di insetti, che diventano presto un vero flagello per uomini e animali.
La vegetazione è ovviamente molto povera: muschi e licheni sono diffusi un po' ovunque, mentre la vegetazione di maggiore taglia è costituita da erbe e cespugli rachitici. Spesso questi cespugli sono in realtà specie che hanno normalmente portamento arboreo, ma che il gelo, il vento, la brevità della stagione di crescita e la presenza del permafrost (la merzlota degli autori russi) obbligano a dimensioni molto ridotte. Dunque, qui salici, betulle, abeti rossi e larici, in piccole macchie, interrompono la monotonia del paesaggio; è chiaro che, proseguendo verso nord e diminuendo le temperature estive, scompaiono tutte le specie arboree e cominciano a dominare erbe, muschi e licheni. Nelle zone più settentrionali, dove la temperature resta sullo zero anche in piena estate e dove i ghiacciai arrivano fino al mare, esistono vaste aree prive di vegetazione.
Analogamente alla flora, anche la fauna è piuttosto povera, con solo poche decine di specie: tra i mammiferi, sono tipici di tutta la zona artica gli orsi polari, i buoi muschiati e soprattutto le renne, fonte di sostentamento non secondaria di alcune popolazioni nomadi dell'artico russo. Sono inoltre presenti le volpi artiche, i lemming e diverse decine di specie di uccelli, che giungono qui in tarda primavera per nidificare e se ne vanno all'inizio dell'autunno.
I suoli sono ovviamente poveri: gli spessori sono minimi, frequentemente non più di pochi centimetri, e la fertilità è bassa. Gli effetti del gelo durante la fase di pedogenesi sono evidenti; il contenuto di sostanza organica è molto basso perché è ridotta la velocità dei processi biologici (come in tutti gli ambienti estremi, prevalgono i processi fisici). Anche qui, in analogia a quanto suesposto riguardo alla vegetazione, si osservano anche grandi estensioni di terre prive di suolo: sono le zone estreme artiche, dove le temperature pressoché sempre sotto lo zero impediscono una qualunque attività biologica, condizione necessaria allo sviluppo di un suolo, per quanto povero, sottile e poco evoluto.

### La taiga

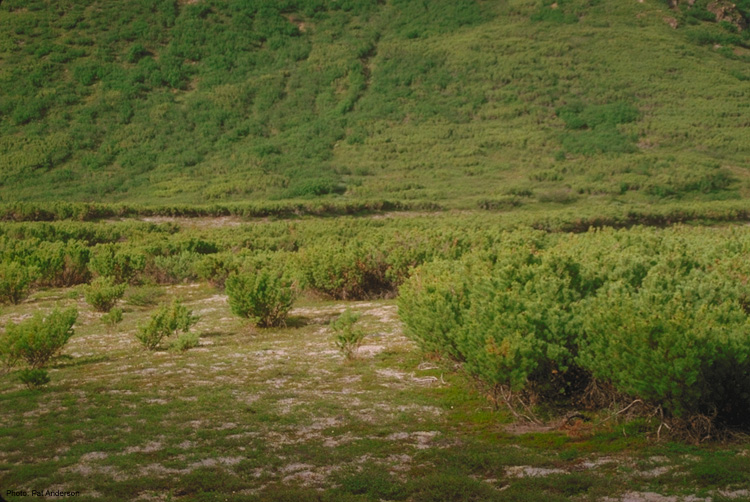
Pini a portamento arbustivo, Siberia nordorientale

La taiga, o foresta boreale, è, nell'immaginario collettivo, il bioma forse più rappresentativo della Russia (insieme alla steppa); di sicuro la sua estensione territoriale lo giustifica, dato che si tratta di una fascia estesa in longitudine, senza soluzione di continuità, dalla Finlandia all'oceano Pacifico su 20° di latitudine.
La taiga sostituisce la tundra a sud della cosiddetta linea degli alberi, vale a dire il punto in cui luce e calore estivi sono sufficienti per la crescita degli alberi fino ad avere portamento arboreo (si ricorda che nella tundra alcune specie arboree hanno portamento arbustivo o prostrato, a causa delle avverse condizioni ambientali).
Nella zona della taiga le estati sono leggermente più lunghe e più calde, con periodi di crescita (vale a dire statisticamente liberi dal rischio di gelate) abbastanza lunghi; gli inverni, però, sono paradossalmente anche più freddi che lungo la fascia artica, vista la maggior continentalità. Questi inverni molto rigidi, unitamente alle precipitazioni scarse (in alcune stazioni non si superano i 200 mm annui) influenzano la crescita della foresta, come ad esempio è il caso della Jacuzia che vede le temperature minime invernali scendere anche sotto i -60 °C; nonostante le temperature estive relativamente elevate, quindi, il sottosuolo rimane permanentemente gelato (permafrost) ad eccezione di uno strato attivo profondo non più di un metro, un metro e mezzo. Gli alberi non riescono ad approfondire le radici e la foresta appare più rada, stentata, con altezza minore.
Per quanto riguarda le specie, sono quelle caratteristiche delle foreste di conifere: larici (Larix sibirica), abeti rossi, pini di varie specie, oltre ad alcune latifoglie resistenti come betulla e pioppo (soprattutto la specie tremula). Il sottobosco è magro, vista anche la povertà dei suoli e il clima freddo.
La fauna, analogamente a quanto succede nella tundra, è povera in specie: fra i carnivori maggiori sono il lupo, la lince e, peculiarità della taiga siberiana, la tigre siberiana e il leopardo dell'Amur; sono presenti e importanti inoltre anche orsi e renne, oltre agli uccelli, prevalentemente migratori.
Il suolo più rappresentativo dell'ambiente taiga è il cosiddetto podzol, identificato con questo nome nella classificazione FAO e con il nome di spodosol nella Soil Taxonomy; si tratta di un suolo acido, a causa della decomposizione degli aghi delle conifere, con lisciviazione di ossidi e idrossidi del ferro che causano la presenza di orizzonti colorati al di sotto di altri invece schiariti e impoveriti. Anche dove non compare questa tipologia di suolo, i terreni della taiga sono comunque poveri e sottili, a causa delle basse temperature che rallentano molto i processi biologici. I suoli podzolici tipici trapassano gradualmente, andando verso la steppa, nelle cosiddette terre grigie di transizione.

### La steppa

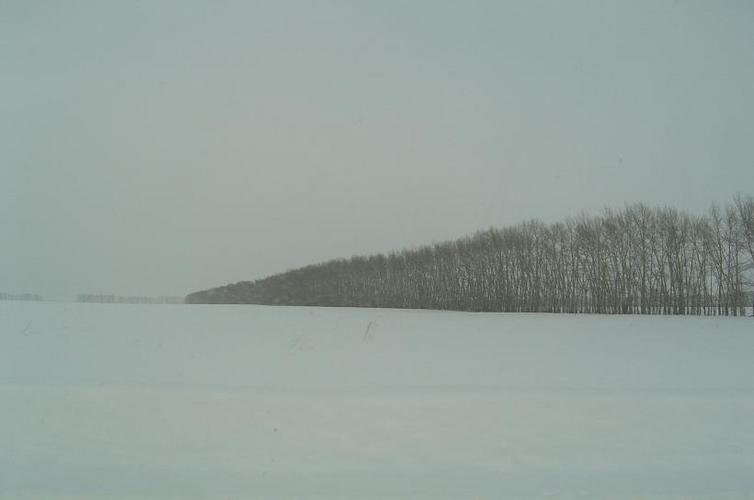
Barriere di alberi frangivento, per contrastare l'erosione eolica nelle zone di steppa acquisite all'attività agricola (Siberia sudoccidentale)

La steppa è l'altro ambiente tipicamente russo: una larga fascia di territorio, estesa immediatamente a sud della fascia della foresta boreale, dove le precipitazioni non sono abbondanti e le estati sono sufficientemente calde da provocare una certa aridità che impedisce lo sviluppo della foresta. La steppa russa si estende nelle zone ciscaucasiche, fra Ucraina e Kazakistan, per continuare nella Siberia meridionale ai confini con Kazakistan e Cina, fino alla Manciuria.
Le steppe hanno una lunga tradizione di sfruttamento agricolo, dato dal fatto che i suoli della steppa sono i più fertili della terra: i černozëm (terra nera), molto spessi e quasi neri, ricchi di sostanza organica fino a profondità di parecchi decimetri (orizzonti olorganici).
Non mancano tuttavia i problemi: i campi, se coltivati estensivamente, venivano lasciati per lunghi periodi dell'anno nudi: i forti venti invernali e 
primaverili asportavano così grandi quantità e spessori di terra fertile, non più trattenuta dalla cotica erbosa, in un fenomeno simile alle Dust Bowl, le tempeste di polvere che hanno colpito le Grandi Pianure degli Stati Uniti negli anni '30 del XX secolo. Anche qui, di conseguenza, si sono resi necessari, nei decenni passati, grossi lavori per scongiurare la perdita irreparabile della risorsa suolo. In aggiunta le precipitazioni sono, oltre che scarse, irregolari: il fiume Volga segna un confine tra la zona sufficientemente umida, che offre garanzie di sfruttamento, dalla zona subarida, colpita di frequente da disastrose siccità.
La zona steppica, intorno al Mar Caspio, trapassa lentamente nel subdeserto: il delta del Volga è un'oasi di verde in una zona altrimenti secca; i černozëm, le terre nere della steppa, trapassano in suoli più chiari, con meno sostanza organica: il nero diventa marrone chiaro e, in alcuni siti, compaiono efflorescenze saline (nella tradizione pedologica russa, si parla di solončak e solonetz).

### La foresta temperata

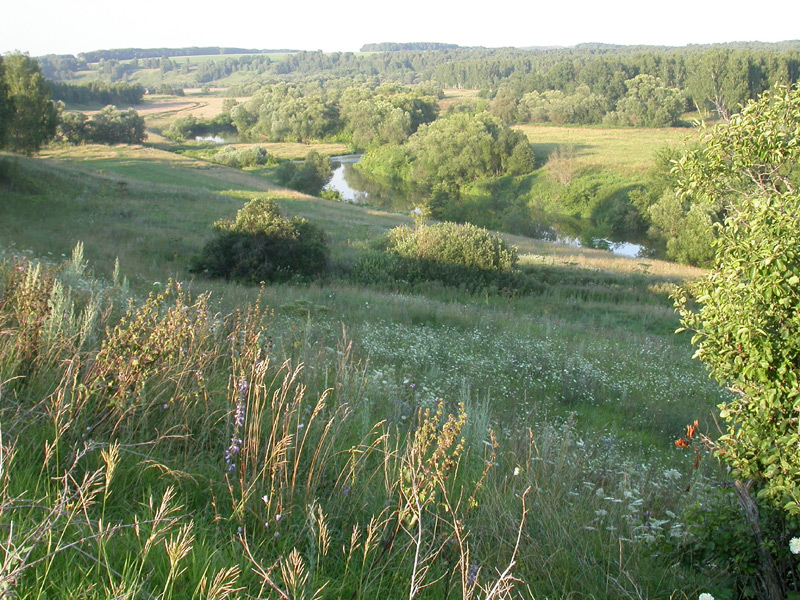
Foresta temperata nel Rialto centrale russo

Nelle zone più meridionali del bioma taiga, dove le precipitazioni sono tuttavia piuttosto consistenti, si estende la zona di foresta temperata russa. Geograficamente le fasce interessate da questo bioma si estendono alle due estremità del territorio russo: una si rileva nell'estremo ovest, in una vasta zona che dal bacino di Mosca si allarga verso sudovest, arrivando a toccare i confini con la Bielorussia e la Lituania e proseguendo oltre fino al territorio dell'exclave di Kaliningrad; l'altra si estende su parte del Territorio del Litorale, nell'estremo oriente ai confini con Cina e Corea.
La vegetazione è composta prevalentemente da specie decidue: compaiono quindi querce, aceri, tigli di varie specie. Le foglie di queste piante si depositano sul terreno, formando una spessa lettiera che, a differenza di quella della taiga, non è acidificante. Per questo motivo, il sottobosco è molto ricco; inoltre, venendo meno l'abbondanza di composti acidi non si ha più lo sviluppo di suoli podzolici, che vengono sostituiti dai suoli bruni forestali.
All'interno di questa zona si ritrova l'unico "angolino tiepido" della Russia: la costiera settentrionale del Mar Nero, riparata a nord da basse montagne, ha un clima e un paesaggio assolutamente inaspettati. Gelo e neve sono sporadici e le masse di aria mediterranee portano un clima mite sconosciuto pressoché in tutto l'immenso territorio russo. L'ambiente non è però propriamente mediterraneo, dato che manca la stagione secca estiva conformemente alle caratteristiche del cosiddetto clima pontico: la vegetazione è dunque lussureggiante, e non povera e xerofila come nel Mediterraneo più "tipico" (in questo senso questo ambiente viene definito subtropicale).
Tutta la zona è stata perciò oggetto di intenso sfruttamento turistico, fin dall'epoca zarista e, più massicciamente, durante l'epoca sovietica.

## L'impatto antropico
L'impatto antropico sugli ecosistemi della Russia risente di due fattori principali, fra loro contrapposti: da un lato la debole (o debolissima, in alcuni casi nulla) presenza umana, dall'altro la pesante eredità del passato sovietico, in cui grande importanza era data allo sviluppo industriale a tappe forzate, senza interesse per le questioni di salvaguardia dell'ambiente.

## Galleria d'immagini

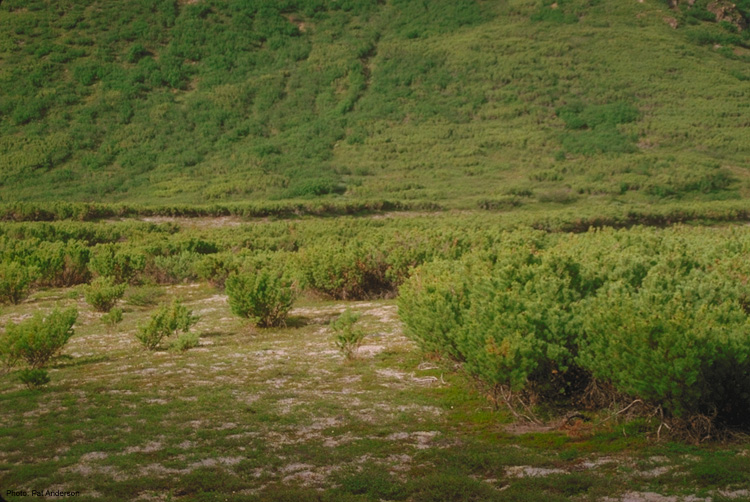
Pini a portamento arbustivo, Siberia nordorientale
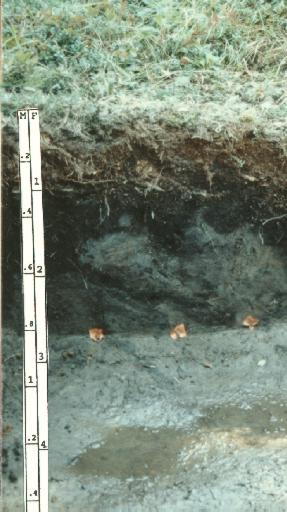
Un suolo di tundra (gelisol)
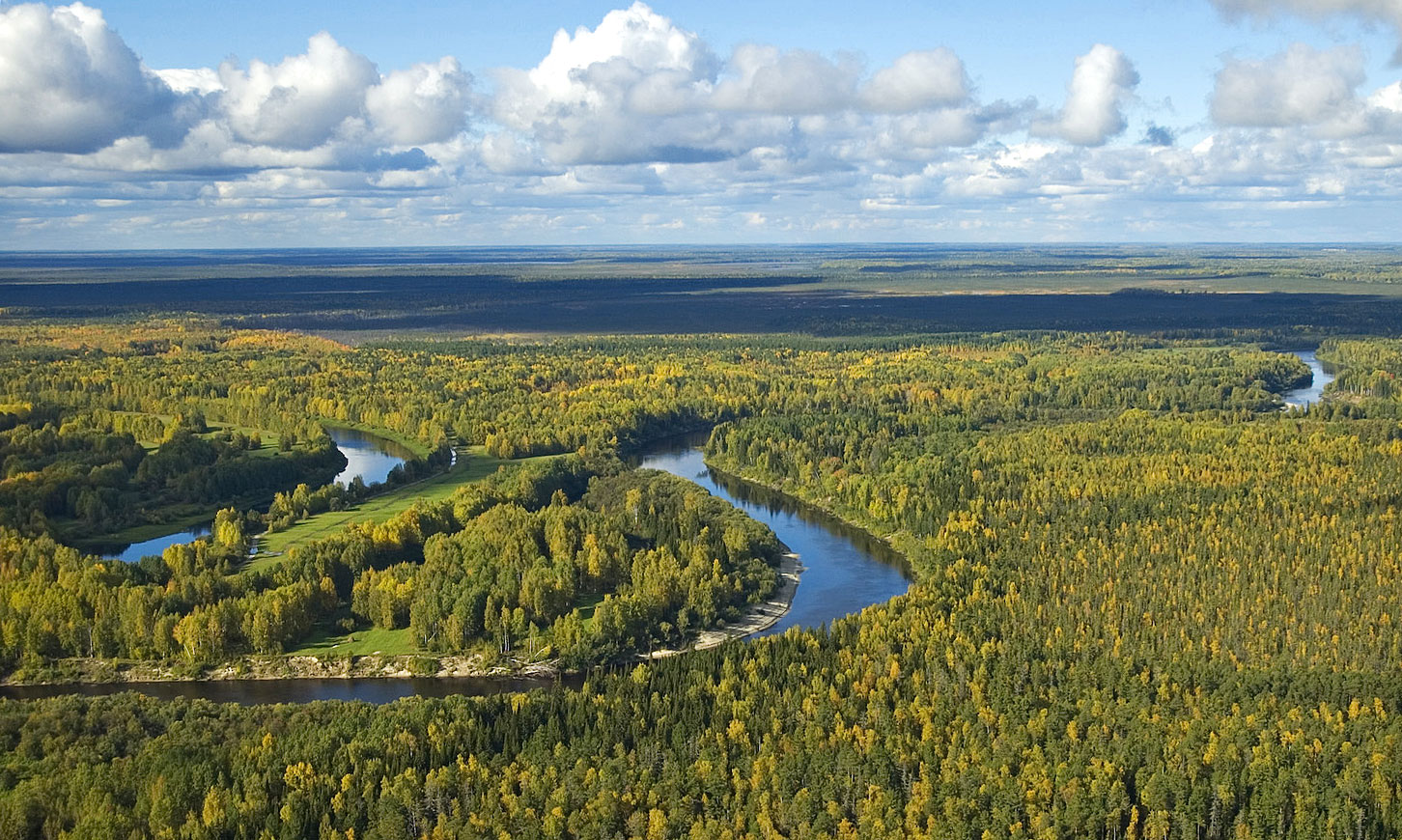
La taiga nel bacino del Vasjugan, Siberia occidentale
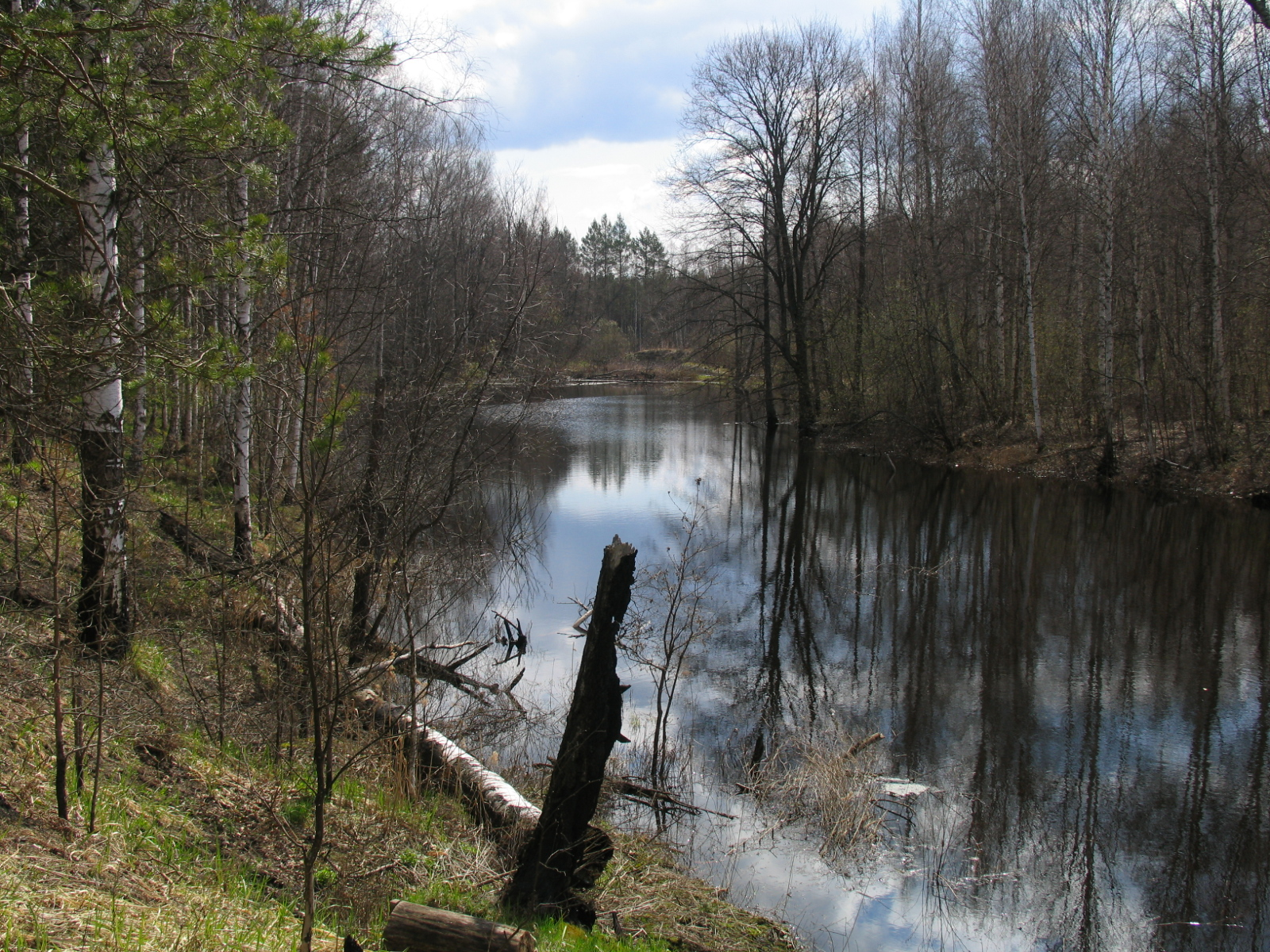
Foresta a prevalenza di latifoglie nella regione della Meščëra, nel bacino di Mosca
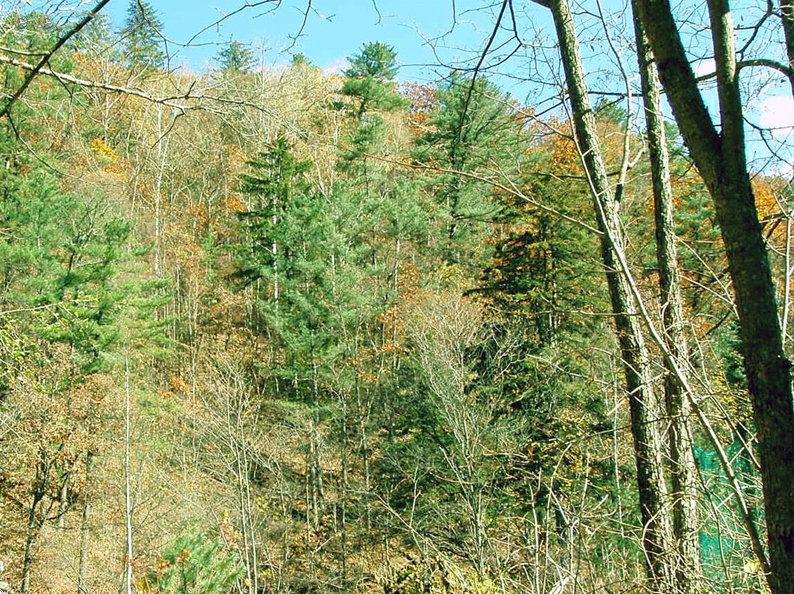
Foresta mista di latifoglie e conifere nella catena dei monti Sichotė-Alin'
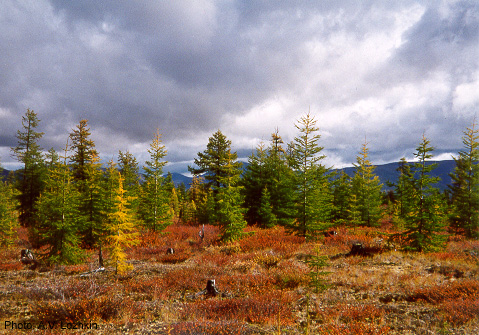
La taiga stentata intorno alla linea degli alberi, nella regione della Kolyma